# Pootjesglas
Pootjesglas is de benaming waaronder naamplaatjes en informatiebordjes bekendstaan die het Nederlandse familiebedrijf Pootjes uit Hilversum vanaf 1940 voor onder meer winkeletalages produceerde.

## Geschiedenis
In 1932 werd het bedrijf Pootjes Lichtreclame Industrie in Hilversum gevestigd. Later werd de naam gewijzigd in Pootjes Gevellichtkasten Industrie. De oprichter van het bedrijf was Johannes Willem Pootjes (1890-1970). Het bedrijf verhuisde voor de Tweede Wereldoorlog van de Havendwarsstraat naar de Langestraat in Hilversum. Pootjes had hier een boerderij gehuurd die hij geschikt maakte voor zijn bedrijf. Sinds 1940 draagt het bedrijf de handelsnaam Pootjesglas. Het bedrijf vervaardigde bordjes, die uitgevoerd waren met herkenbare, sierlijke letters in art-decostijl, geschilderd op een rechthoekig stuk glas. Winkeliers konden kiezen uit standaardteksten zoals "Rijwielen worden verwijderd", maar de werkplaats van Pootjes leverde ook maatwerk. Pootjesglas had de pretentie om winkels een uitstraling van kwaliteit geven.
De bordjes werden in verschillende kleuren gemaakt, waaronder dikwijls goudkleurige letters op zwart glas. Het lettertype was in de jaren veertig ontworpen door Pim Pootjes, de oudste zoon van de grondlegger van het bedrijf, Johannes Willem Pootjes. Het apparaat, waarmee de letters werden geschilderd, was te zien tijdens een expositie in het vroegere Goois Museum (het huidige Museum Hilversum).
Het bedrijf was gelieerd aan de Gemeente der Cultusvrije Christusbelijders (CCB), een geloofsgemeenschap die was opgericht door Johannes Willem Pootjes. Na de Tweede Wereldoorlog huurde Pootjes villa Alientje aan de Gravelandseweg 80A. Achter de villa liet hij in 1956 voor zo'n 3,5 miljoen gulden een "universiteit" bouwen. De bouw werd gefinancierd uit de revenuen van Pootjesglas. De bij de vervaardiging van het Pootjesglas betrokken families vormden een communeachtige gemeenschap. In de week werd gewerkt aan de vervaardiging van het glas in het bedrijf aan de Langestraat. Zondags hield de werkgemeenschap bijeenkomsten aan de 's-Gravelandseweg.
Pootjesglas werd door heel Nederland verspreid. De bordjes werden vooral gebruikt door winkeliers. Het bedrijf onderhield daartoe een fijnmazig netwerk om klanten en potentiële klanten te kunnen benaderen. Na het overlijden van de stichter van het bedrijf in 1970 bleef de werkgemeenschap van zo'n dertig personen in stand en bleef ook de relatie met de gemeenschap van Cultusvrije Christusbelijders gehandhaafd. Het bedrijf van de firma Pootjes werd vanaf 1995 voortgezet onder de naam Graveeratelier De Haan. Dit bedrijf maakt nog steeds Pootjesglas met een digitale versie van het oorspronkelijke lettertype.

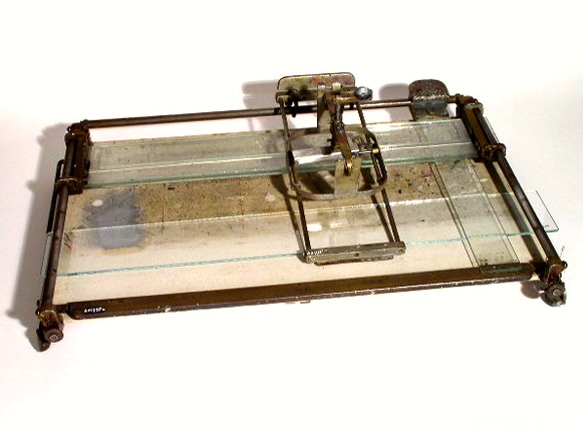
Apparaat voor de vervaardiging van Pootjeglas
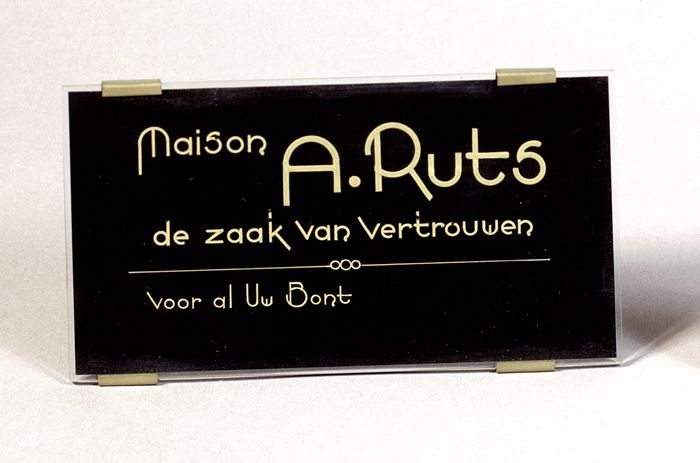
Voorbeeld van een winkelbord Pootjesglas
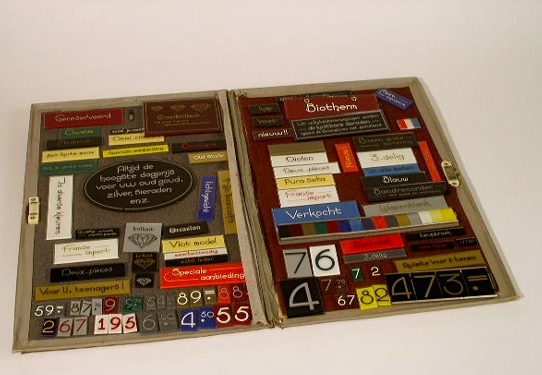
Monsterkoffer voor de vertegenwoordigers